# Дерябин, Александр Степанович
Алекса́ндр Степа́нович Деря́бин (род. 2 февраля 1971, Кудымкар, Пермская область) — российский киновед, историк кино. Специалист по советскому документальному кино 1920-х — 1950-х годов.

## Биография
Родился в Кудымкаре (ныне — Пермский край РФ), мать была учительницей, отец — рабочим. С 1979 по 1988 год учился в кудымкарской средней школе № 9. В 1989 году поступил на сценарно-киноведческое отделение во ВГИК, мастер — Л. А. Зайцева, специальность — «История кино». Начал публиковаться с 1991 года, преимущественно в журнале «Киноведческие записки». По окончании института в 1994 году работал научным сотрудником, главным специалистом отдела научно-справочного аппарата Российского Государственного архива кинофотодокументов (РГАКФД). С 2000 года был редактором, в 2003—2004 годах ответственным редактором журнала «Киноведческие записки», с 2002 года также научным сотрудником сектора изучения текущего кинопроцесса НИИ киноискусства, где проработал до 2014 года. 
В 2003—2004 годах был автором и ведущим цикла познавательных телепрограмм «Документальный экран». В 2004–2007 годах работал редактором фильмопроизводства на НТВ. Консультировал по советской кинохронике многие кино- и телепроекты, в том числе зарубежные.
Публикуется в научных периодических изданиях: «Киноведческие записки», «Сеанс», «Кинограф», «Искусство кино». Автор вступительной статьи, комментариев и указателя книги «Из наследия. Дзига Вертов» — «важнейшего вклада в „третью“ волну изучения вертовского наследия». Также составитель и редактор других специализированных изданий. Вместе с группой коллег под руководством Валерия Фомина участвовал в 9-ти томном проекте по описанию и систематизации отечественного кино: «История киноотрасли в России: управление, кинопроизводство, прокат».
Является автором-составителем фундаментального исследования об операторах, звукооператорах, режиссёрах и начальниках фронтовых киногрупп Великой Отечественной войны — книги «Создатели фронтовой кинолетописи» (2016), кардинально меняющей представление о численности и составе фронтовых киногрупп. Чтобы не повторять прежний субъективный подход, Дерябиным было предложено считать фронтовыми операторами тех, кто по сохранившимся документам официально входил в состав фронтовых киногрупп. Опубликованные в ней биофильмографические справки о 415 персоналиях по полноте и точности превосходят все прежние источники, многие данные представлены впервые.
В книге впервые с максимально возможной полнотой по каждой персоне представлены биографии, трудовая деятельность, работа во время войны, что именно снимали, на каких фронтах, работа после войны, награды, полная фильмография.Марина Елисеева, «Красная звезда» 27 июня 2017
Начиная с 1993 года принимает участие в российских и международных исследовательских программах, кинофестивалях, конференциях, семинарах, «круглых столах» по России и за рубежом: Берлине, Лейпциге, Киле, Вене, Питтсбурге, Порденоне. Член жюри II Российского фестиваля антропологических фильмов в Салехарде в 2000 году. Член отборочных комиссий фестиваля многосерийных художественных фильмов «Сполохи» в Архангельске и Открытого фестиваля документального кино «Россия» в Екатеринбурге в 2002 и 2003 годах, тогда же — член жюри «Лавровая ветвь». Принял участие в XV Медиа форуме на XXXVI Московском международном кинофестивале. В рамках Международного фестиваля «Флаэртиана» в 2015 году провёл мастер-класс по работе в киноархиве, в 2016 году выступил на научно-практической конференции, посвящённой 90-летию РГАКФД. Как специалист по творчеству Дзиги Вертова, представлял программу его фильмов в рамках «Платоновского фестиваля» в Воронеже в 2017 году. В 2019 году участвовал в Вишневских чтениях с докладом о создании электронной базы данных по раннему русскому кино.
Член Союза кинематографистов России с 2002 года.
Книга под редакцией Дерябина интересна во многих отношениях. Прежде всего, в ней представлены, тщательно отредактированы и откомментированы тексты всех сохранившихся сценариев документальных фильмов Вертова.
 В том числе не публиковавшиеся ранее…
 В присутствии комментариев Дерябина сценарии Вертова становятся фундаментальным источником по ранней советской истории.
 …никакие подходы к изучению эстетических и политических взглядов Дзиги Вертова теперь уже невозможны без обращения к «Драматургическим опытам» Дерябина.

## Избранная библиография
- Из наследия / Дзига Вертов / Сост., имен. указ., предисл.: А. С. Дерябин, В. С. Листов. — М.: Эйзенштейн-Центр, 2004. — Т. 1. — 536 с. — (Драматургические опыты). — ISBN 5-901631-07-2.
- Создатели фронтовой кинолетописи. Биофильмографический справочник. — М.: Госфильмофонд, 2016. — 1032 с. — 500 экз. — ISBN 978-5-905352-09-6.

Публикации
- Заложники вечности. Пленники часовых поясов // Флаэртиана 98 // Второй Междунар. фестиваль нового док. кино, Курорт Усть-Качка. — Пермь: Звезда, 1998. — С. 205—208. — 217 с. — ISBN 5-88187-092-1.
- О фильмах-путешествиях и Александре Литвинове // Вестник «Зеленое спасение» : сборник. — Алматы: Гермес, 1999. — Вып. 11. — С. 14—24.
- Салехард-Рок — 2000, или тяжёлые размышления после кинофестиваля // Центр визуальной антропологии МГУ имени М. В. Ломоносова : сборник. — М.: ООО «Теис», 2000. — С. 64—83.
- Кинопоезд. Каталог фильмов // Киноведческие записки : журнал. — 2000. — № 49. — С. 115—146. — ISSN 0235-8212.
- Время собирать. Отечественное кино и создание первого в мире киноархива // Киноведческие записки : журнал. — 2001. — № 55. — ISSN 0235-8212.
- Фильмы «малой формы» как предвестники телевизионной эпохи // Советская власть и медиа : сборник. — СПб.: Академический проект, 2006. — С. 387—395. — ISBN 5-7331-0335-3.

## Награды
- 2004 — почётная медаль кинофестиваля немого кино в Порденоне (Италия)[2]
- 2011 — приз XV кинофестиваля архивного кино «Белые столбы» и диплом «За преданность архивному делу, талант исследователя и сотрудничество с Госфильмофондом России»[28]
- 2016 — приз «Слон» Гильдии киноведов и кинокритиков Союза кинематографистов России в номинации «Справочная литература» — за Биофильмографический справочник «Создатели фронтовой кинолетописи» (2016)[29]
- 2016 — диплом Гильдии киноведов и кинокритиков Союза кинематографистов России в номинации «История отечественного кино» — за завершение проекта «Летопись Российского кино. 1965—1991» в 5 томах (совместно с В. И. Фоминым)[29]

## Участие в телефильмах
- 2003 — Клипмейкер Иосиф Сталин[30]
- 2003 — По ту сторону экрана[31]
- 2004 — Три песни о Ленине[32]
- 2010 — Двойной портрет: Иогансон, Эрмлер[33]

## Комментарии
1. ↑  Всего более 90 документальных проектов, среди которых: телецикл «Российская империя» Л. Парфёнова, фильмы «Сергей Эйзенштейн. Автобиография» О. Ковалова, «Москва златоглавая» и «Водка. Национальный продукт № 1» А. Ханютина, «Охота на ангела, или Четыре любви поэта и прорицателя» А. Осипова.
2. ↑  В конце 1980-х годов считалось, что советских фронтовых операторов было «около 260» человек[11], — цифры дал Алексей Лебедев, сам фронтовой кинооператор, лично знавший многих и специально занимавшийся ими[12].